# 勞斯尼茨河
49°58′12″N 12°16′32″E / 49.97000°N 12.27556°E
勞斯尼茨河（德語：Lausnitz），是德國的河流，位於該國東南部，由巴伐利亞負責管轄，屬於翁德雷布河的左支流，河道全長10.2公里，流域面積27.9平方公里。